# جورج سعادة
جورج سعادة (21 نوفمبر 1930 - 17 نوفمبر 1998)، سياسي لبناني، تولى رئاسة حزب الكتائب اللبنانية منذ عام 1986 حتى وفاته.

## عمله
عمل مديرًا للتعليم الخاص في وزارة التربية الوطنية بالفترة من 1964 إلى 1968. انتخب نائبًا عن البترون منذ عام 1968 حتى 1992. اشترك في مؤتمرات إقليمية ودولية برلمانية ومنها مؤتمر الطائف الذي أدى للتوقيع على اتفاق الطائف الذي أنهى الحرب الأهلية اللبنانية.
عين وزيرًا لأكثر من مره:
- من 30 يونيو 1972 حتى 25 أبريل 1973 وزيرًا للتصميم العام في حكومة الرئيس صائب سلام في عهد الرئيس سليمان فرنجية.
- من 31 أكتوبر 1974 حتى 23 مايو 1975 وزيرًا للأشغال العامة والنقل في حكومة الرئيس رشيد الصلح في عهد الرئيس سليمان فرنجية.
- من 25 نوفمبر 1989 وزيرًا للبريد والمواصلات السلكية واللاسلكية في حكومة الرئيس سليم الحص في عهد الرئيس إلياس الهراوي، وأعيد تعيينه بنفس المنصب في 24 ديسمبر 1990 في حكومة الرئيس عمر كرامي في عهد الرئيس إلياس الهراوي، كما عين بنفس المنصب في 16 مايو 1992 بحكومة الرئيس رشيد الصلح في عهد الرئيس إلياس الهراوي، واستمر في الحكومة حتى 16 سبتمبر 1992.